# Parlament Zimbabwe
Parlament Zimbabwe – główny organ władzy ustawodawczej w Zimbabwe. Ma charakter bikameralny i składa się z Izby Zgromadzenia oraz Senatu.
Izba Zgromadzenia liczy 210 członków i pochodzi w całości z wyborów bezpośrednich. W Senacie wybieralnych jest 60 ze 100 członków, przy czym każda z dziesięciu prowincji Zimbabwe wybiera sześciu senatorów. Pozostałe czterdzieści mandatów w Senacie obsadzają członkowie zasiadający tam z urzędu (np. wodzowie plemienni) oraz nominowani przez prezydenta Zimbabwe. Kadencja obu izb trwa 5 lat.